# Abastenia St. Leger Eberle
Abastenia St. Leger Eberle, död 1942, var en amerikansk skulptör. 
Hon är känd för sina bronsskulpturer av immigranter i New York. Hennes mest kända skulptur är den berömda avbildningen av The White Slave (1913). 